# Cavity Search Records

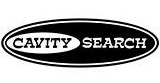
Logo de Cavity Search Records.

Cavity Search Records est un label basé à Portland, dans l'Oregon et formé en 1992. Il produit plusieurs artistes tels que The Helio Sequence ou Pete Krebs, mais il est plus connu pour avoir sorti le premier album d'Elliott Smith en 1994, Roman Candle.

## Artistes
- Atomic 61
- Danny Barnes
- Control Freak
- dirtclodfight
- Gentlemen of Leisure
- Gern Blanston
- Greg Gilmore/Doghead
- Hazel
- Heatmiser
- The Helio Sequence
- Wayne Horvitz
- King Black Acid
- Pete Krebs
- Steve Lacy
- Rattlecake
- Richmond Fontaine
- Satan's Pilgrims
- Mike Scheer
- Elliott Sharp
- Elliott Smith
- Trailer Queen